# Eduardo Luís Patriarca
Eduardo Luís Patriarca (Porto, 22 de abril de 1970) é um compositor português . 
Começou a estudar piano aos 4 anos de idade. Estudou no Curso de Música Silva Monteiro, onde trabalhou com piano com Sofia Matos, História da Música com Joaquim Marques da Silva e Composição com Fernando C. Lapa. Em 1990 entrou para a Escola Superior de Música do Porto, estudando mais tarde na Escola Superior de Música de Lisboa. Nestas escolas foi aluno de Filipe Pires, Cândido Lima, Álvaro Salazar, Christopher Bochmann, Amilcar Vasques-Dias e António Pinho Vargas. Paralelamente recebeu aulas particulares de Jorge Peixinho e frequentou seminários de Emmanuel Nunes na Fundação Calouste Gulbenkian. Frequentou ainda seminários e cursos com Leo Brouwer, Wilfred Jentsch, Gerhard Staebler e Philippe Hurel. 
Compôs, com libreto de valter hugo mãe, as óperas As Quatro Portas do Céu, em 2005, baseado no livro infantil homônimo de Rosa Lobato Faria; A Morte de João Espergueiro e Sua Contestação Aturada, em 2006; e Requiem Para Mu, ainda em curso de revisão. 
Participou do 1º Encontro Música e Matemática na Casa da Música, organizado pelo Centro de Matemática da Universidade do Porto, em Outubro de 2006 com a conferência "Música Espectral e Fractais. Consequências da análise sonora na Composição"
Frequentou o Mestrado e Doutoramento em Composição na Universidade de Aveiro, sob a orientação de Isabel Soveral. Neste contexto apresentou conferências sobre o principio de Cenografia Sonora na ópera Magdala, e investigação sobre a estrutura formal a partir de estruturas irregulares (ruído). 
A partir de 1990 foca-se na música e pensamento de John Cage, levando a uma ligação profunda com o Budismo, a qual se manifesta hoje na sua posição budista, como membro da tradição Chan (Zen) e Budismo Humanista da escola Fo Guang Shan e na sua investigação sobre a ligação do pensamento/ conceitos e filosofias budistas na música erudita do século XX. Esta relação torna-se mais evidente a partir dos anos 2010, atingindo desde 2019 uma interação muito mais profunda representada em obras como Inner World para quarteto de cordas, Livro dos Mantras para voz solo, Livro das Escolhas para piano obligato, Ensemble variável, electrónico e interação do público. 
O Ciclo dos Livros reflecte em todas as suas componentes uma preocupação filosófica e estética, nas quais se mistura o pensamento ocidental e o pensamento oriental, desenvolvendo os conceitos utilizados regularmente, tais como ciclos, policiados, mantras, espectros sonoros (reminiscência da música espectral) e fractais, e acrescentando princípios estéticos de mutabilidade, causa e efeito, e sombra. 
Escreveu para intérpretes como Nuno Aroso, Margarita Escarpa, Quarteto de Cordas de Matosinhos, Harmos Festival Orchestra, Bruno Pereira, Felipe Nabuco Silvestre, István Matúz, Luís Meireles, Nuno Inácio, Paulo Pacheco, Síntese - Grupo de Música Contemporânea da Guarda, Fausto Neves, Marina Pacheco & Olga Amaro ou Duo Pourquois Pas. 
A sua obra encontra-se editada pela AvA, Musical Editions, Mic, e mpmp e algumas obras estão gravadas por vários dos intérpretes mencionados.    

## Obras

### Solo
- 5 Peças para Piano (1990)
- Peças para Piano (1995)
- X [eks] (piano)
- 3 Peças a Erik Satie (piano)
- 3 Mantras e Meditação (piano)
- ...para uma voz sem acompanhamento (várias versões para instrumentos a solo: flauta, oboé, clarinete, violino, viola, violoncelo, guitarra)
- Haikus para Morgana (flauta e gongo) [1 instrumentista]
- Un rêve, le désir (violoncelo e taça tibetana) [1 instrumentista]
- Peças em Forma de Haiku (piano)

### Instrumento(s) e Electrónica
- Music for Scarff Michael  (violino, orquestra de cordas e electrónica)

- Ur  (flauta e electrónica)
- Litania de Palavras Doces  (violino e electrónica)
- Self  (piano e electrónica)

### Orquestra
- Suite para Orquestra de Cordas
- "It's Full of Stars" (orquestra em 3 grupos)
- Ensō

### Música de Câmara
- La Nuit des Temps (piano e percussão)

- Auat 4 (flauta e piano)
- Processione (quarteto de cordas)
- Xiaoling para David (violoncelo e piano)

### Música Vocal (com e sem electrónica)
- Apreender, texto de Jorge de Sena (voz e piano)
- Madrigal I, texto de José Saramago (coro a Capella)
- Madrigal II, texto de Octávio Paz (coro a Capella)
- Madrigal III, texto de José Régio (vozes e electrónica)
- tão sonoro o mar, texto de valter hugo mãe (soprano, 5 instrumentos)
- Contraste, texto de Vírginia Andias (soprano, piano e electrónica)
- Canções de Lemúria, texto de valter hugo mãe (soprano e piano)

### Música Electro-Acústica
- Prosas a Um Anjo (com imagens de Dulcineia Amorim e Pedro Neta)
  - I [para o David]
  - II [Kandinsky in Memoriam]
  - III [Vertigem]
  - IV [Contraste]

- O Corvo (para leitura de "O Corvo " de Edgar Allan Poe)
- 10 Passos atrás das árvores (instalação sonora para os textos homónimos de João Rios')
- A Kind of Love Song (8 canais)
- O Infinito Sendo Quase Nada

### Música Cénica

#### Teatro
- Exercícios de Estilo, para o texto de Raymond Queneau
- Questão Existencial, para o texto de Catarina Mesquita
- Adão, para o texto de Oriana Fallaci
- Anfitrião, para o texto de António José da Silva, Teatro de Formas Animadas - Vila do Conde (TFA)
- O Convidado de Pedra, para o texto de Tirso de Molina, TFA
- Payássu - o Verbo do Pai Grande, para o texto de Padre António Vieira, TFA
- Cindy, baseado no conto da Cinderela, TFA
- Refugiado, para o texto e encenação homónima de Paulo Matos

#### Ópera
- As Quatro Portas do Céu, libreto de valter hugo mãe, baseado no texto homónimo de Rosa Lobato Faria (ópera infantil)
- A Morte de João Espergueiro e sua contestação aturada, libreto de valter hugo mãe (ópera curta)
- Requiem para Mu, libreto de valter hugo mãe
- Magdala, libreto do compositor

### Ciclos

#### Ciclo Maia
- Baktum (flauta-alto, guitarra)
- Ixchel (guitarra)
- Kan (flauta e guitarra) [em composição]

#### Ciclo Zen
- Enso (orquestra)
- Koan (flauta e orquestra) [em composição]

#### Ciclo Maiaana
- Zazen (taças tibetanas, gongos, sinos e electrónica)
- Kado (temple-block, marimba e electrónica)
- Kōdō (prato suspenso, incenso e electrónica em tempo real)

Ciclo dos Livros
- Livro dos Mantras
- Livro das Escolhas

## Discografia
- Suite para Orquestra de Cordas, in "Música para Cordas do Séc. XX", Orquestra Esproarte, dir. Arnold Allum, edição de autor
- Baktum, in "Porquois Pas", Duo Porquoi Pas, Gayanima
- Lux in Tenebrae [the mercy seat], in Technicolor, Nuno Aroso, edição de autor
- Cansò, in "2010", Síntese - Grupo de Música Contemporânea da Guarda, edição de autor/ TMG
- Processione, in "Quarteto de Cordas de Matosinhos", Quarteto de Cordas de Matosinhos, Numérica
- Canções de Lemúria, in "Canções de Lemúria", Marina Pacheco & Olga Amaro, Parlophone